# الانتخابات التشريعية السورية 1961
الانتخابات التشريعية في سوريا والتي حصلت عام 1961، هي أول انتخابات تجري في البلاد منذ 1954، وإعلان الوحدة مع مصر عام 1958 تحت مسمى «الجمهورية العربية المتحدة» وأول انتخابات تجري بعد الانفصال عن مصر في أيلول 1961، وتمت في 1 و2 كانون الأول 1961، وحصل فيها حزب الشعب على المركز الأول، وأفضت إلى انتخاب ناظم القدسي رئيسًا للجمهورية. أجريت هذه الانتخابات على أساس الأصوات البسيطة، كما هو الحال في الانتخابات السابقة، غير أنه تم رفع عدد مقاعد المجلس النيابي من 140 إلى 172، بلغت نسبة المشاركة في الانتخابات 14.4% من مجموع السكان.
تعتبر هذه الانتخابات آخر انتخابات قبل انقلاب حزب البعث على السلطة في 8 آذار 1963، وإلغاءه الديمقراطية والتعددية السياسية.

## النتائج
| الحزب                         | الأصوات | % | المقاعد |
| ----------------------------- | ------- | - | ------- |
| حزب الشعب                     |         |   | 33      |
| الحزب الوطني                  |         |   | 21      |
| حزب البعث                     |         |   | 20      |
| الإخوان المسلمين              |         |   | 10      |
| حركة التحرر العربي            |         |   | 4       |
| الحزب التعاوني الاشتراكي      |         |   | 0       |
| الحزب السوري القومي الاجتماعي |         |   | 0       |
| الحزب الشيوعي السوري          |         |   | 0       |
| مستقلين                       |         |   | 84      |
| المجموع                       |         |   | 172     |